# 小堀政峯
小堀 政峯（こぼり まさみね）は、江戸時代中期の大名。近江国小室藩5代藩主。官位は従五位下・備中守、和泉守。小室藩小堀家6代。遠州流茶道5世家元。号は宗香。

## 経歴
元禄2年（1689年）、3代藩主・小堀政恒の六男として江戸にて誕生。母は側室の真光院（青山氏）幼名は重次郎。
5代将軍・綱吉の小姓を務める。正徳3年（1713年）、兄で先代藩主・小堀政房が嗣子無く若死にしたため、その養嗣子となって跡を継いだ。伏見奉行、奏者番、そして2度にわたって若年寄を務めるなど要職を歴任したことから、譜代大名並の格式を許された。
宝暦10年（1760年）12月16日、72歳で死去したが、長男と三男、四男は早世、次男政報、五男政展は分家で小堀遠州流家元である旗本小堀家へ養子に出ていたため、末子・政方が跡を継いだ。法号は泰清院。墓所は滋賀県長浜市の孤蓬庵。
茶法は兄・正房や小堀政孝、小堀土佐守政武に学ぶ。

## 系譜
- 父：小堀政恒（1649-1694）
- 母：真光院 - 青山氏
- 養父：小堀政房（1685-1713）
- 正室：真珠院 - 戸田忠囿の娘
- 生母不明の子女
  - 長男：小堀政養（1715-1731）
  - 次男：小堀政報
  - 三男：小堀政寧（1717-1742）
  - 六男：小堀政展
  - 七男：小堀政方（1742-1803）
  - 女子：小堀惟貞室
  - 女子：内藤正雄正室
- 養子
  - 男子：小堀正寿（1734-1805） - 小堀惟貞の三男
  - 女子：久世広民妻 - 小堀惟貞の娘